# Brigada Diverse (serie de filme)
Brigada Diverse  este o serie de trei filme românești regizate de Mircea Drăgan după scenarii realizate de Nicolae Țic.
Acesta a realizat scenariul pentru 11 filme de o oră și 45 de minute fiecare, însă în final au fost realizate doar trei filme.

## Lista de filme

### Brigada Diverse intră în acțiune
Acest film este primul din seria B.D. și prezintă două cazuri rezolvate de Brigada Fapte Diverse (prescurtată B.D.) a unei secții de miliție din România comunistă: furtul unui cățel și dispariția unei broșe. În ambele cazuri, rezolvarea acestor mărunțișuri a dus la descoperirea unor infracțiuni de mai mare importanță și anume uciderea șefului unui serviciu comercial de la o întreprindere (unde se petreceau delapidări) și furtul sistematic de mărfuri din Magazinul Universal Victoria.

### Brigada Diverse în alertă!
Acest film este al doilea din seria B.D. și prezintă două cazuri rezolvate de Brigada Fapte Diverse (prescurtată B.D.) a unei secții de miliție din România comunistă: descoperirea și anihilarea unei bande de răufăcători care punea în circulație bani falși, cumpărând tablouri valoroase de la colecționari amatori și revânzându-le apoi la “Consignația”, și destrămarea unei rețele de hoți din locuințe din care făcea parte un grup de femei (Vasilica Tastaman, Carmen-Maria Struja, Lucia Boga) ce se dădeau drept văduve, spre a stârni compasiunea unora creduli și a-i jefui.

### B.D. la munte și la mare
Acest film este al treilea din seria B.D. și prezintă două cazuri rezolvate  Brigada Fapte Diverse (prescurtată B.D.) a unei secții de miliție din România comunistă: descoperirea și anihilarea unei bande de traficanți de droguri care transporta materiale stupefiante prin RSR și arestarea unui infractor străin, originar din România, care dorea să organizeze o rețea de furt și export în stil mare de icoane peste graniță.